# Список умерших в 845 году

## Февраль
- 16 февраля — Ибн Сад аль-Багдади, арабский историк.

## Март
- 6 марта — Сорок два Аморийских мученика — группа византийских высокопоставленных чиновников, взятых в плен Аббасидским халифом при осаде Амория и казнённых после отказа принять ислам.

## Май
- 15 мая — Нитард, франкский хронист.

## Август
- 22 августа — Дионисий Телль-Махрский, 17-й сирийский патриарх Антиохийский и глава Сирийской православной церкви (817/818—845).

## Дата смерти неизвестна или требует уточнения
- Абдулла ибн Тахир, полководец, эмир Хорасана, наместник Египта.
- Абу Якуб аль-Бувайти, исламский богослов.
- Бруде VII, король пиктов (842—845).
- Иларион Далматский, христианский святой.
- Мислав, князь Приморской Хорватии (835—845).
- Сахль ибн Бишр, астролог и математик.
- Тургейс, один из предводителей викингов (хёвдингов), действовавших в Ирландии; возможно, первый король Дублина (839—845).
- Фланн мак Маэл Руанайд, король Миде (843—845) из рода Кланн Холмайн.